# La Loye
La Loye é uma comuna francesa na região administrativa de Borgonha-Franco-Condado, no departamento de Jura. Estende-se por uma área de 19,56 km². Em 2010 a comuna tinha 564 habitantes (densidade: 28,8 hab./km²).